# Damernas 1 000 meter i short track vid olympiska vinterspelen 2014
Damernas 1 000 m i short track vid olympiska vinterspelen 2014 hölls i anläggningen Iceberg skridskopalats, i Sotji, Ryssland den 18-21 februari 2014. Tävlingen bestod först av ett antal heat som sedan följdes av kvartsfinaler, semifinaler och till sist finaler. Heaten kördes den 18:e medan både kvartsfinal, semifinal och final kördes den 21:a.

## Medaljörer
| Spel             | Guld                | Silver          | Brons              |
| Damernas 1 000 m | Park Seung-hi (KOR) | Kexin Fan (CHN) | Suk Hee Shim (KOR) |

## Schema
Alla tider är i (UTC+4).
| Datum       | Tid   | Omgång             |
| ----------- | ----- | ------------------ |
| 18 februari | 13:30 | Kvalificeringsheat |
| 21 februari | 20:44 | Kvartsfinal        |
| 21 februari | 21:21 | Semifinal          |
| 21 februari | 21:53 | Final              |